# Bjurtjärnen (Norsjö socken, Västerbotten)
Bjurtjärnen är en sjö i Norsjö kommun i Västerbotten och ingår i Skellefteälvens huvudavrinningsområde.